# チャルレス・アランギス
チャルレス・マリアーノ・アランギス・サンドバル（スペイン語: Charles Mariano Aránguiz Sandoval、発音 [aˈɾaŋɡis]、1989年4月17日 - ）は、チリ・サンティアゴ出身のサッカー選手。SCインテルナシオナル所属。チリ代表。ポジションはMF。
ウニベルシダ・デ・チレ時代には、その戦略的なセンス、スタミナやプレーメイク能力、マークやパスの能力から、既にプレメーラ・ディビシオン有数のミッドフィールダーとして考えられていた。ポジションとしてはミッドフィールダーで、守備的ミッドフィールダー、セントラルミッドフィールダーのほか、右ウイングもこなすことが出来る。国際サッカー連盟の公式サイトでも「狡猾で獰猛な最上級のミッドフィールダーで、特にボールを供給してパスを運びネットを揺らす能力で著名である」と紹介されている。

## クラブ経歴

### プロ入り前
首都州のプエンテ・アルトで生まれた。母親はサッカー指導者であった。13歳にしてウニベルシダ・デ・チレの下部組織に所属し、その後CDコブレロアに移籍した。

### プロデビュー
2006年にそのままCDコブレロアのトップチームに昇格、CDコブレサル戦で初出場した。プリメーラ・ディビシオンでの初得点は同年のCDオヒギンス戦であった。その後、CDコブレサルへのレンタル移籍、CDコブレロアへの復帰を経て、CSDコロコロに移籍し、2009年のプリメーラ・ディビシオンのクラウスーラを制した。
2010年にはアルゼンチンのキルメスACに移籍した。

### ウニベルシダ・デ・チレ
その後2011年1月1日にCSDコロコロのライバルであり、下部組織時代に在籍したウニベルシダ・デ・チレに61万6000ユーロで移籍した。ウニベルシダ・デ・チレではすぐにレギュラーの座を掴むとコパ・スダルメリカーナ2011制覇に貢献した。決勝戦でエクアドルのLDUキトを4-0で下し、チリ勢としては20年ぶりの大陸大会でのタイトルを持ち帰った。
2013年4月17日、2012-13シーズンのコパ・チレの準決勝ではウニオン・エスパニョーラと3-3の引分となりPK戦に縺れ込んだが彼のPKを始めとする決定力で5-4とし、決勝進出にクラブを導いた。決勝戦ではフル出場し、ウニベルシダ・カトリカとの試合はフアン・イグナシオ・ドゥマの決勝点によって勝利を収め、タイトルを獲得した。

### SCインテルナシオナル
2014年1月1日にはジャンパオロ・ポッツォがウニベルシダ・デ・チレが所有していた彼の権利の半分を買い取り、ウディネーゼ・カルチョに移籍、10日にブラジルのSCインテルナシオナルへのレンタル移籍が決まった。結局、ウディネーゼ・カルチョでプレイする事は全く無かった。
SCインテルナシオナルではカンピオナート・ガウショの2014シーズン最優秀選手を受賞し、クラブも43回目の優勝を達成した。
2014年6月11日には投資家との連携によってSCインテルナシオナルに完全移籍、移籍金は明らかになっていない。そして2018年6月までの新たな契約で合意に達した。

### バイエル・レバークーゼン
2015年8月13日、バイエル・レバークーゼンに移籍した。移籍金は明らかになっていない。背番号は20番。
2020-21シーズンからは負傷離脱していたラース・ベンダーに代わってチームのキャプテンに任命された。

### インテルナシオナル復帰
2023年2月19日、アランギスは7月から2年契約でインテルナシオナルに復帰するための事前契約を結んだことが発表されたが、4月2日にレバークーゼンはアランギスが直ちにインテルナシオナルに復帰すると発表した。

## 代表経歴
2007年にはミルクカップに参加した。2008年にはトゥーロン国際大会やミルクカップなどにも参加した。その後2009 南米ユース選手権に参加し、フリーキックから1得点を挙げた。
チリA代表としての初出場は2009年であったが、2010 FIFAワールドカップ、コパ・アメリカ2011の際にはメンバーに選ばれなかった。代表に定着したのは2014 FIFAワールドカップ・南米予選で、7試合に出場しボリビア代表、ベネズエラ代表から得点を奪った。
2014年6月1日には2014 FIFAワールドカップの最終メンバーに選抜された。グループステージ第2戦となったエスタジオ・ド・マラカナンでのスペイン代表戦ではエドゥアルド・バルガスの得点をアシストし、その後彼も得点しスペイン代表を完封、前回王者のグループステージ敗退とチリ代表の決勝ラウンド進出に大きな役割を果たした。
コパ・アメリカ2015ではボリビア代表戦で得点を挙げ5-0の大勝に貢献、決勝ラウンドに進出し、優勝を果たした。

## 代表歴

### 出場大会
- チリ代表
  - 2014 FIFAワールドカップ

### 試合数
- 国際Aマッチ 101試合 7得点（2009年-）[19]

| チリ代表 | 国際Aマッチ | 国際Aマッチ |
| 年       | 出場        | 得点        |
| -------- | ----------- | ----------- |
| 2009     | 1           | 0           |
| 2010     | 3           | 0           |
| 2011     | 2           | 0           |
| 2012     | 6           | 2           |
| 2013     | 6           | 0           |
| 2014     | 13          | 2           |
| 2015     | 9           | 2           |
| 2016     | 13          | 1           |
| 2017     | 12          | 0           |
| 2018     | 2           | 0           |
| 2019     | 11          | 0           |
| 2020     | 2           | 0           |
| 2021     | 12          | 0           |
| 2022     | 5           | 0           |
| 2023     | 4           | 0           |
| 通算     | 101         | 7           |

### 得点
| #  | 日附           | 場所                                                               | 対戦相手   | 得点 | 結果 | 大会                              |
| -- | -------------- | ------------------------------------------------------------------ | ---------- | ---- | ---- | --------------------------------- |
| 1. | 2012年6月2日   | ラパス、エルナンド・シレス競技場                                   | ボリビア   | 1–0  | 2–0  | 2014 FIFAワールドカップ・南米予選 |
| 2. | 2012年6月9日   | プエルト・ラ・クルス、エスタディオ・ホセ・アントニオ・アンソアテギ | ベネズエラ | 2–0  | 2–0  | 2014 FIFAワールドカップ・南米予選 |
| 3. | 2014年6月18日  | リオデジャネイロ、エスタジオ・ド・マラカナン                       | スペイン   | 2–0  | 2–0  | 2014 FIFAワールドカップ           |
| 4. | 2014年10月14日 | コキンボ、エスタディオ・フランシスコ・サンチェス・ルモロソ         | ボリビア   | 1–1  | 2–2  | 親善試合                          |
| 5. | 2015年6月19日  | サンティアゴ、エスタディオ・ナシオナル・デ・チリ                   | ボリビア   | 1–0  | 5–0  | コパ・アメリカ2015                |
| 6. | 2015年6月19日  | サンティアゴ、エスタディオ・ナシオナル・デ・チリ                   | ボリビア   | 3–0  | 5–0  | コパ・アメリカ2015                |
| 7. | 2016年6月22日  | シカゴ、ソルジャー・フィールド                                     | コロンビア | 1–0  | 2–0  | コパ・アメリカ・センテナリオ      |

## タイトル

### クラブ
CSDコロコロ
- プリメーラ・ディビシオン (1): 2009クラウスーラ

ウニベルシダ・デ・チレ
- プリメーラ・ディビシオン: 2011アペルトゥーラ、2011クラウスーラ、2012アペルトゥーラ
- コパ・スダメリカーナ: 2011
- コパ・チレ: 2012-13

SCインテルナシオナル
- カンピオナート・ガウショ: 2014、2015

### 代表
チリ
- コパ・アメリカ: 2015